# Калмановський Борис Мусійович
Калмановський Борис Мусійович, (1908, Мрин, нині Носівського району — 1993) — український поет і педагог. Кандидат філологічних наук. Працював заввідділу освіти дорослих науково-дослідного Інституту педагогіки України. Написав понад 70 наукових праць. Серед них: «Максим Рильський. Життя і творчість», «Підручник з української літератури для 7-8 класів шкіл робітничої і сільської молоді», «Школа і завод», збірка поезій «Наснага» та ін. Народився у с. Мрин Носівського району. Навчався у Мринському педагогічному технікумі, вчителював на Чернігівщині.
Окремі твори:
- Максим Рильський. Життя і творчість / Борис Мусійович Калмановський . – Київ : Товариство для поширення політичних і наукових знань Української РСР, 1959 . – 37 с.
- У праці й навчанні : з досвіду роботи шкіл працюючої молоді УРСР / упоряд.: Б. М. Калмановський, Ю. І. Мальований. - Київ : Радянська школа, 1982. - 81 с.; 22 см.

## Джерело
- Фурса В. М. «Славні імена Носівщини». — Ніжин: ТОВ "Видавництво «Аспект-Поліграф», 2009. — 200 с. : іл. ISBN 978-966-340-357-1